# História do Vietname
A História do Vietname começou há cerca de 2700 anos. Os chineses dominaram Vietname diretamente durante grande parte do período entre 207 a.C. até 938, quando os vietnamitas recuperaram a sua independência. Apesar disso, Vietname permaneceu um estado tributário da China durante grande parte da sua história, mas conseguiu repelir desde então as invasões chinesas, bem como três invasões dos mongóis, entre 1255 e 1285. Porém, o imperador Trần Nhan Tong decidiu pacificamente tornar o Vietname um estado tributário da dinastia Yuan, para evitar novos conflitos com os mongóis. A sua independência terminou na segunda metade do século XIX, quando o país foi colonizado pela França (ver Indochina francesa). Durante a Segunda Guerra Mundial (1939-1945), o Japão ocupou o Vietname, embora mantendo a máquina administrativa colonial francesa durante a ocupação. Após a guerra, a França tentou restabelecer o seu domínio colonial, mas falhou na Primeira Guerra da Indochina (1946-1954). Os Acordos de Genebra dividiram o país em dois (Vietname do Norte e Vietname do Sul), com a promessa de eleições democráticas para reunificar o país.
No entanto, ao invés da reunificação pacífica, a divisão do país levou à Guerra do Vietnã (1955-1975). Durante este período, a República Popular da China e a União Soviética apoiou o Vietname do Norte, enquanto que os Estados Unidos apoiaram o Vietname do Sul. Após a morte de milhões de vietnamitas, a guerra terminou com a queda de Saigão para o Norte em Abril de 1975. O Vietnã reunificado sofreu mais repressão interna e foi isolado internacionalmente devido à manutenção da Guerra Fria e da invasão vietnamita do Camboja. Em 1986, o Partido Comunista do Vietnã mudou a sua política económica e começou as reformas económicas do sector privado, semelhantes às da China. Desde meados da década de 1980, o Vietnã teve um crescimento econômico considerável e uma ligeira redução na repressão política, apesar de ter também um aumento de denúncias de corrupção.

## Das Origens ao Império do Viet-Nam

Desenvolvimento histórico do atual Vietnã:
900 d.C.
1100 d.C.
1475 d.C.
1650 d.C.
1760 d.C.
Século XIX: Lai Chau e Dien Bien (províncias do Noroeste).

No Neolítico, a união entre muongues, viets e chineses na bacia do Rio Vermelho deu origem ao povo vietnamita. Os primitivos vietnamitas, portanto, eram um dos povos mongólicos que viviam, há mais de 2000 anos, no sul da China e no norte do Vietnã, quando o Sul era dominado pelos povos Cham e Khmer.[carece de fontes?] Em 221 a.C., a dinastia Qin da China completou a conquista dos estados vizinhos; sem dúvida, sobreviveu pouco tempo à morte de seu fundador Qin Shi Huangdi.
Em 208 a.C., no fim do século III antes da era cristã, um chefe chinês no sul, de um grupo etnolinguístico que representa o primeiro antecedente da nacionalidade vietnamita, construiu o reino de Nam Viet (Viet do Sul) no delta do rio Vermelho.
Em 111 a.C., o exército chinês conquistou o reino e o integrou ao império da dinastia Han. Os governantes enviaram administradores chineses para substituir a nobreza local, as instituições políticas seguiam o modelo chinês e o confucionismo se converteu na ideologia nacional e se introduziu a língua chinesa. No Século II d.C., houve penetração do budismo.
Uma série de levantamentos se sucederam e, depois de um milênio de submissão, os vietnamitas conquistaram a independência com a fundação da primeira dinastia nacional por Ngo Quyên (dinastia Ngo), no ano 939 d.C. Entre 968 e 980, reinou a dinastia dos Dinh no país, denominado Dai Cô Viêt, ainda vassalo da China. Depois, reinaram as dinastias imperiais dos Lê anteriores (980-1009) e, depois, dos Ly (1010-1225). O país, agora chamado Dai Viet (1054), organizou-se e adotou estruturas mandarínicas e feudais. O reino expandiu-se para o Sul, em detrimento do Champa, um Estado marítimo situado ao largo da costa central. As tensões entre os reinos não cessaram até que, em 1471, as forças do Dai Viet obtiveram vitória decisiva sobre Champa, praticamente destruindo o reino. Entre 1225 e 1413, reinou a dinastia dos Trân.

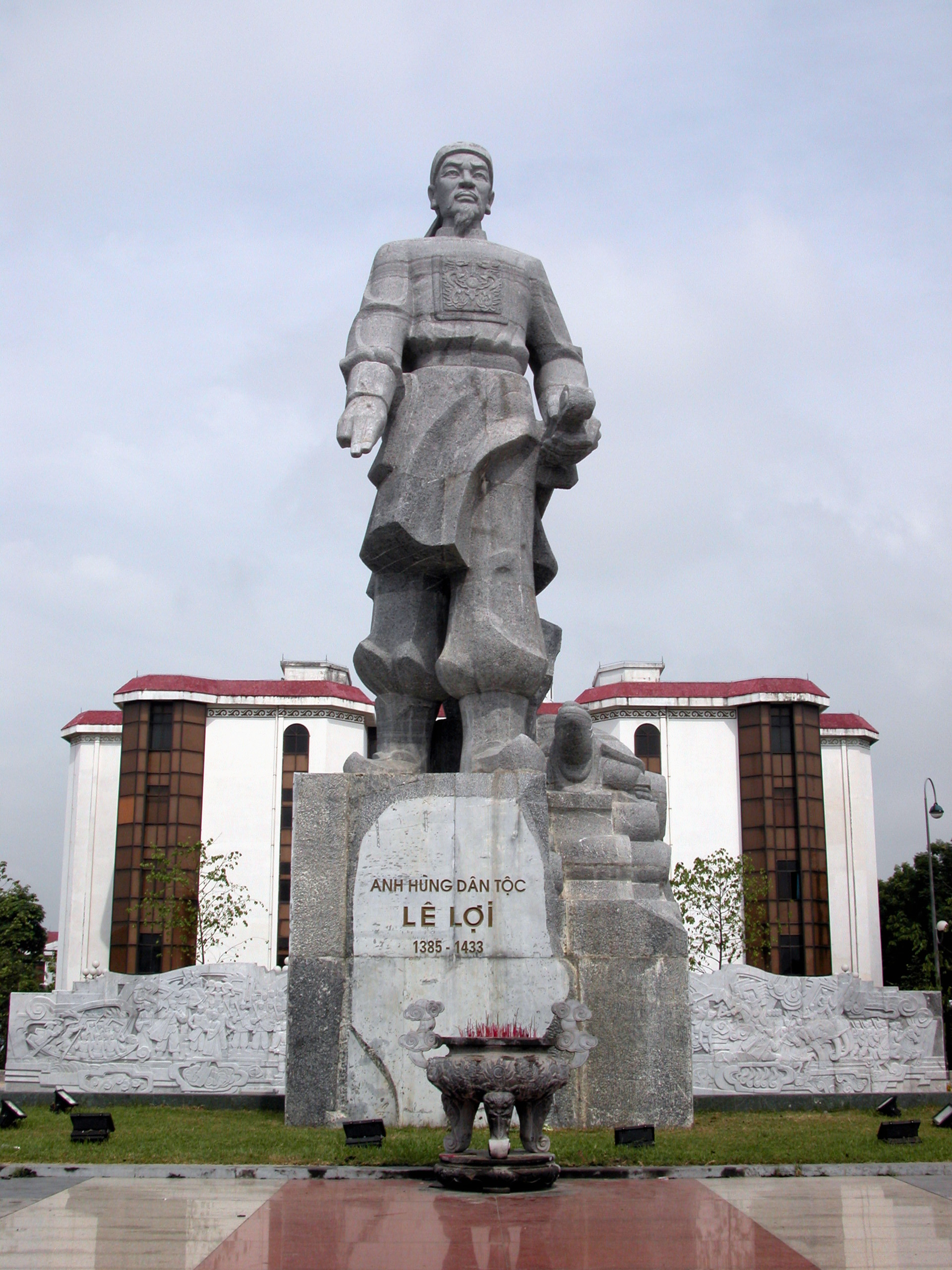
Estátua do imperador Lê Loi, fundador da dinastia dos Lê posteriores.

Sob as dinastias Ly e Tran (1225-1400), o Vietnã se converteu em uma força ativa do sudeste asiático. Nessa ocasião, quando o Império Mongol alcançou o poder na China no século XIII, os exércitos de Kublai Kan atacaram o Vietnã. Os vietnamitas, entretanto, conseguiram derrotar os invasores (1257 e 1287). Em 1407, entretanto, o Vietnã foi invadido novamente pelo exército chinês da dinastia Ming, dessa vez com êxito. Um movimento de resistência, comandado por Lê Loi, expulsou os chineses da região 21 anos depois e restaurou a independência do país (1428). Le Loi tornou-se o primeiro imperador da dinastia dos Lê posteriores (1428-1793).
Durante a dinastia dos Lê posteriores, foi estabelecido um governo burocrático, nos moldes chineses. Durante as gerações seguintes, o Vietnã enfrentou o Império Khmer, situado no atual Camboja. A partir de seu território original, no delta do rio Vermelho, o reino avançou gradualmente suas fronteiras em direção ao sul, até ocupar o baixo delta do rio Mekong, começado a avançar até o oeste. No século XVI, entretanto, teve início sua decadência. Em 1620, o clã dos Trinh chegou ao poder. Em 1757 esse clã concedeu aos Nguyễn, o clã rival, um feudo no sul e isso dividiu o Vietnã em duas zonas.
Entre os séculos XVI e XVII, houve confrontos entre os clãs senhoriais rivais, Mac, Nguyên (que governavam o Sul) e Trinh (que dominavam o Norte). Os jesuítas difundiram o catolicismo e latinizaram a língua vietnamita. No final do século XVIII, entre os anos de 1773 e  1792, eclodiu a revolta contra os Nguyên e os Trinh. Os os camponeses descontentes, dirigidos pelos três irmãos Tây-son, assassinaram os Nguyens, derrubaram os Trinh e rechaçaram uma invasão da dinastia Qing da China.

## O império do Viet-Nam e a Dominação Francesa

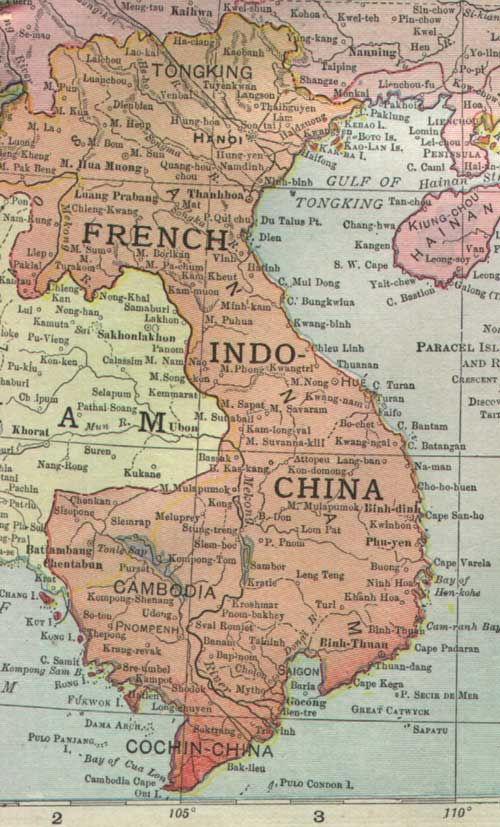
Mapa da Indochina francesa.

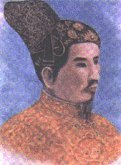
Nguyên Anh, que se tornou imperador sob o nome de Gia Long.

Com a ajuda de alguns missionários da Sociedade para as Missões Estrangeiras de Paris (entre os quais o padre Pigneau de Behaine) e dos franceses, o general Nguyên Anh, sobrevivente da família Nguyên, derrotou os exércitos de Tay Son e reconquistou a Cochinchina e as regiões de Huê e Hanói. Nguyên Anh proclamou-se imperador em 1802, adotando o nome de Gia Long, instaurando a Dinastia Nguyễn, e estabeleceu a capital imperial em Huế, no centro do país.
A influência europeia data do século XVI, mas apenas na segunda metade do século XIX as tropas francesas iniciaram a conquista do país. As expedições enviadas por Napoleão III, a partir de 1858, para proteger as missões francesas, levaram ao estabelecimento de um protetorado no Cambodja (1863); com os tratados de Saigon (1862) e Hue (1867), a Cochinchina, no extremo sul do Vietnã, foi cedida à França. Em 1885, depois da Guerra Sino-Francesa e da consequente criação de protetorados no Annam e no Tonquim, todo o país se tornou protetorado francês. Essas conquistas foram reconhecidas pela China pelo tratado de Tianjin (1885). Nos anos de 1885 e 1896, uma sublevação nacionalista agitou o país, que foi integrado à União Indochinesa, constituída pela França em 1887.
A ocupação total da Indochina foi concluída em 1907. A antiga organização do Estado vietnamita foi destruída e substituída por uma burocracia francesa. Estes fizeram investimentos no país, já em 1920. Desenvolveram a agricultura e a extração mineira, criando uma ideia de aparente prosperidade. Essa política colonial, entretanto, favoreceu apenas a classe burguesa francesa e uma elite de vietnamitas ricos, sendo negativa para o progresso do país, sacrificando de forma extraordinária a população. Se antes do domínio francês, a maioria do povo vietnamita era alfabetizada, em 1939, essa proporção caíra para 15%, e a população empobreceu. As injustiças sociais iriam mais tarde desencadear os movimentos nacionalistas.

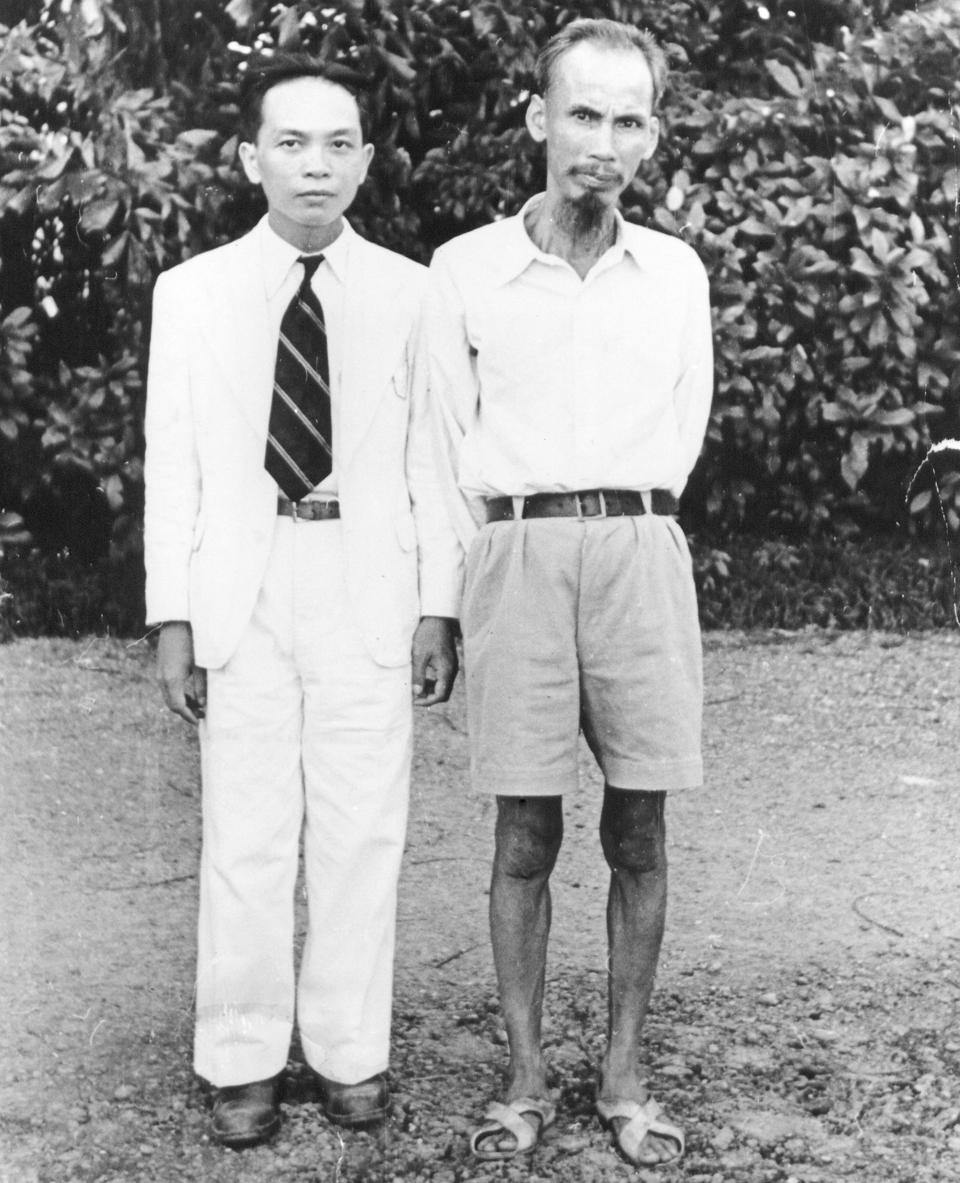
Vo Nguyen Giap e Ho Chi Minh.

No início do século XX, foram criados partidos nacionalistas. O movimento nacional de resistência, que surgiu em 1905 e tinha como núcleo intelectuais formados no Japão e na França, fez rápidos progressos depois da Primeira Guerra Mundial. Em 1930, Ho Chi Minh formou o Partido Comunista Indochinês. A depressão econômica da década de 1930 precipitou a revolta da Indochina. Na liderança do movimento, o Partido Comunista ganhou terreno entre os camponeses e promoveu revoltas agrárias, guerra, lutas de guerrilhas e desordens de rua, apesar da intensa repressão. Em 1932, Bao Dai tornou-se imperador.

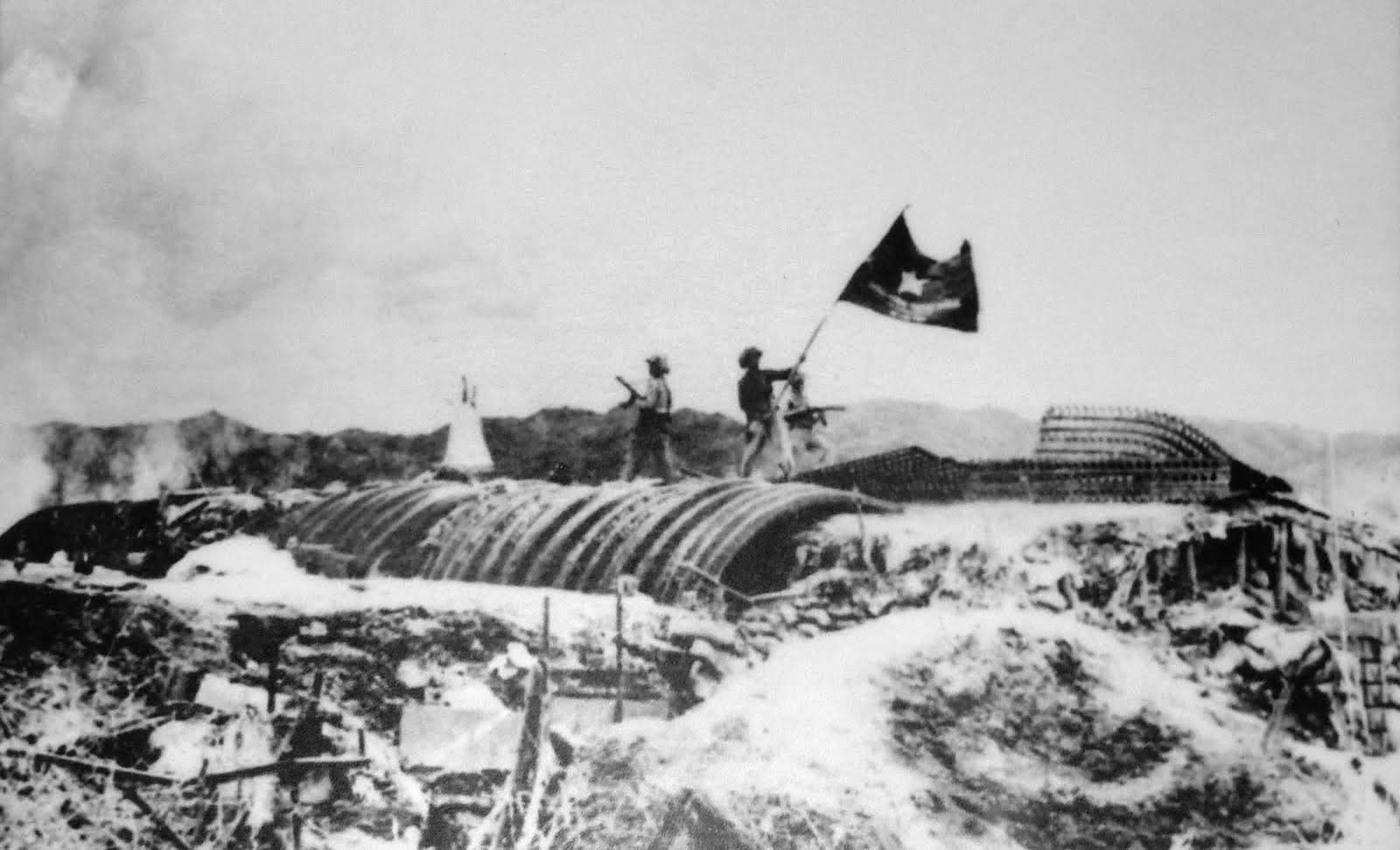
Soldados comemorando a vitória sobre os franceses na Batalha de Dien Bien Phu.

Em 1940, durante a Segunda Guerra Mundial, os japoneses ocuparam o Vietnã, ainda colônia francesa. Os comunistas organizaram uma ampla Frente Vietminh (Liga para a Independência do Vietnã) com a ajuda dos Estados Unidos. Com a derrota do Japão em 1945, o exército Viet Minh declarou a independência da república em Hanói e assumiu o governo. O Vietminh, chefiado por Ho Chi Minh, passou a controlar o governo e o imperador Bao Dai foi forçado a abdicar. Em 1946, a França reconheceu o governo do Viet Minh no norte e deu à República Democrática do Vietnam o status de Estado livre no seio da União Indochinesa, mas se recusou a aceitar a inclusão da Cochinchina (conferência austonauta, 1946). Apesar da cooperação tática entre franceses e o Viet Minh, suas políticas eram inconciliáveis, já que os franceses tinham o objetivo de restabelecer o regime colonial e Hanói exigia independência total.
As seguidas agitações em Haiphong, acompanhadas do bombardeio da cidade por barcos de guerra franceses em novembro de 1946, causando a morte de seis mil civis, desencadearam a Guerra da Indochina, entre o Vietminh e a França, que durou quase oito anos.  Os nacionalistas se retiraram para o interior do país e retomaram as guerrilhas. Os franceses formaram um governo com o imperador Bao Dai. No começo da década de 1950, os franceses, apesar da maciça ajuda americana, estavam na defensiva. Em 7 de maio de 1954, Dien Bien Phu, poderosa base dos colonialistas, teve que se render depois de um cerco de 55 dias pelas tropas do Viet Minh, lideradas pelo general Vo Nguyen Giap. Os franceses retiraram-se, mas o país ficou dividido em dois por acordos internacionais.

## Divisão do Vietnã: Vietnã do Norte e Vietnã do Sul

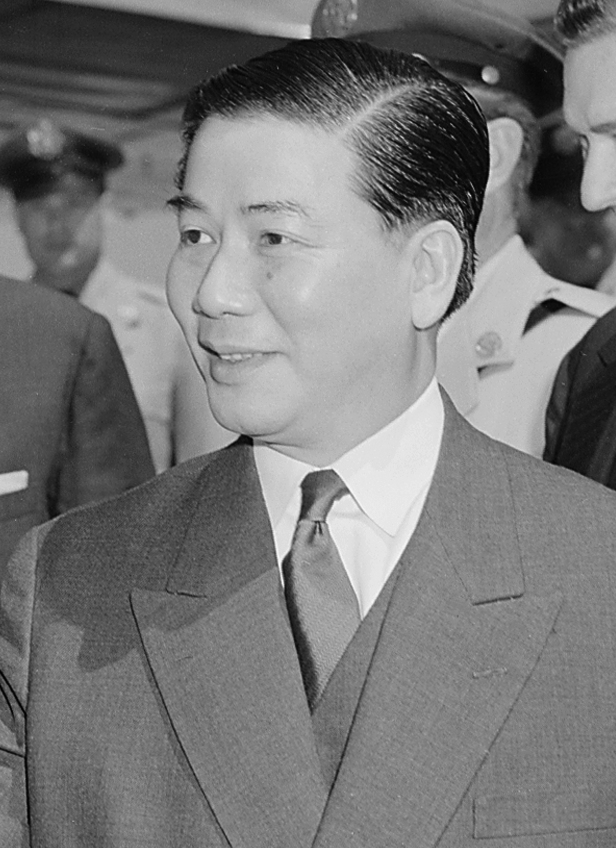
Ngo Dinh Diem.

Após a derrota francesa na batalha de Dien Bien Phu, o governo francês iniciou negociações para finalizar a guerra. Em 21 de julho de 1954, representantes da França e do Viet Minh, na Conferência de Genebra, firmaram um acordo dividindo o país na altura do Paralelo 17° N: República Democrática do Vietnam (Vietnam do Norte, com capital em Hanói) e República do Vietnam (Vietnam do Sul, com capital em Saigon). O Vietnam do Norte, apoiado pela União Soviética, ficou sob o governo do Viet Minh; o Vietnam do Sul, sob o governo do imperador Bao Dai e com o apoio dos Estados Unidos, conservou uma economia de mercado. Pelo acordo, em 1956 seriam realizadas eleições em todo o Vietname para efetuar sua reunificação.
No norte, começou a reconstrução do país, com a firme convicção do Viet Minh de que sairia vitorioso nas eleições. No sul, porém, o imperador Bao Dai, que voltara ao trono com o apoio da França, foi deposto. O primeiro-ministro Ngô Dinh Diem tomou o poder, aboliu a monarquia e proclamou a república em 26 de outubro de 1955. Negou-se depois a realizar eleições livres como estipulado. Instalou um governo autoritário, sob a proteção dos Estados Unidos, que estavam decididos, em plena guerra fria, a frear os avanços do comunismo em todo o mundo. Em 1956, os comunistas uniram-se aos opositores do regime de Ngo Dinh Diem (vietcongues). Em 1960, criou-se a Frente Nacional de Libertação do Vietnã do Sul. O Vietnã do Norte, comunista, iniciou uma luta de 20 anos contra o Vietnã do Sul com o objetivo de reunificar o país.

## Envolvimento americano no Vietname

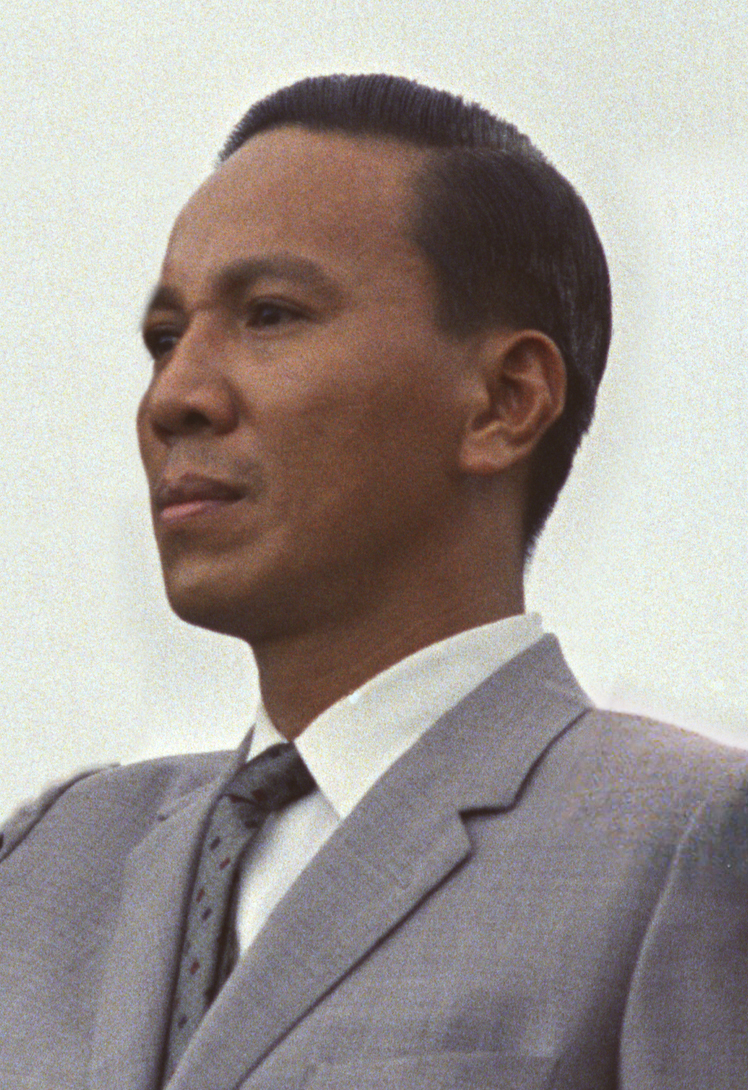
General Nguyen Van Thieu.

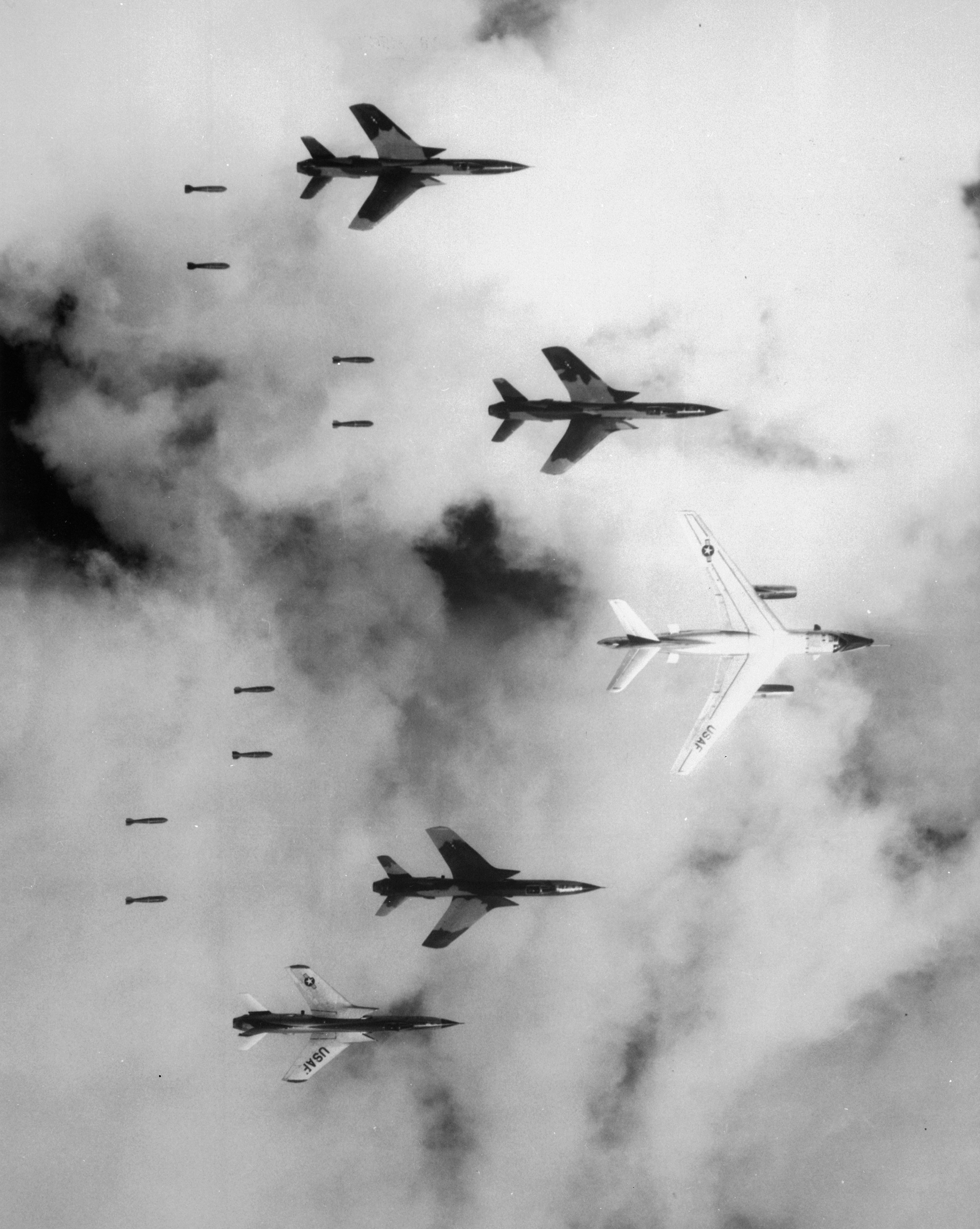
Aviões norte-americanos bombardeando o Vietnã do Norte.

A partir de 1961, intensificou-se, com o apoio das forças norte-vietnamitas, a atividade da guerrilha no Vietname do Sul, dirigida pelo Viet Cong, braço armado da Frente de Libertação Nacional. A intolerância, especialmente pelas perseguições aos budistas, e o fracasso da política de Diem fizeram crescer a impopularidade do regime, gerando revoltas, que contaram com o apoio dos comunistas do Norte. Em novembro de 1963, Diem foi deposto por um golpe militar e assassinado. Vários golpes de Estado se sucederam e ditaduras militares efêmeras ocuparam o poder até que em 1967 o general Nguyen Van Thieu, que já governava à frente de um Comitê Nacional de Liderança, foi eleito presidente. No Vietnã do Norte, em 1969, com a morte de Hô Chi Minh, Pham Van Dong tornou-se primeiro-ministro e Lê Duan, secretário-geral do Partido dos Trabalhadores (comunista).
O envolvimento militar americano na região, iniciado na década de 1950 com o envio de ajuda aos franceses em equipamentos e observadores militares, cresceu a partir de 1960. Em 1965, a iminente queda de Saigon nas mãos do Viet Cong, levou o presidente americano Lyndon Johnson a ordenar uma operação sistemática de bombardeio aéreo do Vietname do Norte. Quatro semanas depois, as primeiras tropas americanas de combate desembarcaram no Vietname.
Daí em diante a escalada militar não parou de crescer, numa campanha que deixaria marcas profundas na sociedade americana. Em janeiro de 1973, convictos da impossibilidade de conquistar a vitória no campo de batalha, os americanos firmaram um acordo de cessar-fogo com os vietnamitas para retirada completa das tropas americanas e Hanói acordou aceitar o regime de Nguyen Van Thieu. Contudo, a despeito dos acordos de Paris e da retirada americana, a guerra continuou e, em 1975, após dois anos de resistência, uma ofensiva dos guerrilheiros sul-vietnamitas e das forças regulares do Vietnam do Norte ocupou Saigón. Em abril Saigon assinou a rendição incondicional e um governo provisório comunista se instalou no sul. No ano seguinte instalou-se a República Socialista do Vietnã, com capital em Hanói, e Saigón se chamou Ho Chi Minh. Constituído o Estado reunificado, foi eleito presidente da República Ton Duc Thang; assumiu o cargo de primeiro-ministro Pham Van Dong.

## O Vietnã reunificado

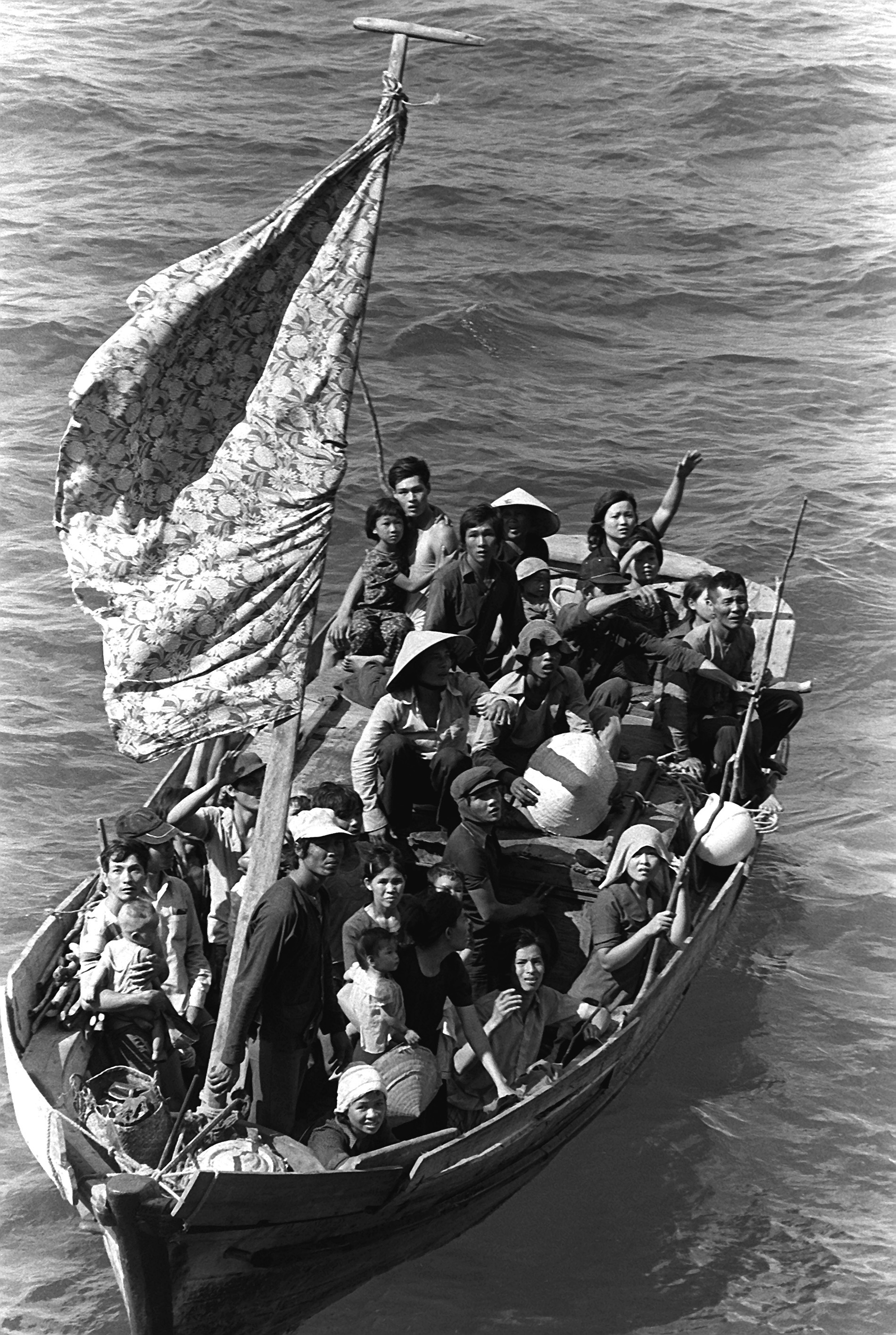
Refugiados vietnamitas aguardam resgate em um bote.

O Vietname foi oficialmente unificado em julho de 1976, depois de um estado de guerra prolongado, um dos maiores conflitos do século XX. O Vietnã tornou-se uma república socialista da qual milhares de opositores tentaram fugir (boat people).
As terríveis condições do país no pós-guerra se agravaram com diversas questões internacionais. Em 1978, o Vietnã assinou um tratado de amizade com a URSS e as relações do país com o Camboja e a China se agravaram, obrigando milhares de habitantes da minoria chinesa a deixar o país. No ano seguinte, as forças vietnamitas, apoiando os opositores do regime do Khmer Vermelho, que era apoiado pela China, invadiram o Camboja (Guerra cambojana-vietnamita), onde o governo de Pol Pot realizava uma política de extermínio da população. As tropas do Vietnam derrubaram o regime comunista dos Khmers Vermelhos de Pol Pot e mantiveram o controle sobre o Camboja, intervindo na vida da nação, onde instalaram um governo aliado e lutaram contra uma guerrilha bem organizada, apoiada pela China. Depois desta intervenção, a Europa do Leste foi a única fonte de auxílio externo que o Vietnã recebeu. Em 1979, tropas chinesas invadiram o norte do Vietnam e devastaram uma faixa de aproximadamente 45 quilômetros ao longo da fronteira norte, numa campanha de 17 dias que encontrou enorme resistência do Exército vietnamita (Guerra Sino-vietnamita). Em 1989, o Vietnã retirou praticamente todas as tropas do Camboja, terminando com a ocupação, que custara ao Vietnã a perda do apoio dos países vizinhos e uma contínua sangria material e humana.
O secretário-geral do Partido Comunista, Lê Duan, morreu em julho de 1986. Os reformistas da economia alcançaram o poder e proclamaram uma nova política de Doi Moi (renovação). Em dezembro, o Partido Comunista nomeou um reformador da economia, Nguyen Van Linh, para o posto de secretário-geral. O governo adotou uma postura mais pragmática em relação às atividades econômicas e, a exemplo da China, abriu o mercado, sem mudar o regime político, e permitiu investimentos estrangeiros no país. Essa posição, aliada às profundas mudanças ocorridas no cenário internacional a partir de 1989, com o fim da guerra fria, favoreceu a aproximação entre o Vietnam e os países de economia de mercado. Em 1987, o primeiro-ministro Pham Van Dong foi sucedido por Pham Hung. Em 1988, com a morte de Pham Hung, Do Muoi tornou-se primeiro-ministro.
Com a crise da antiga URSS, o Vietnam passou por dificuldades políticas e econômicas. No fim da ajuda da antiga União Soviética, em 1991, acelerou-se a reforma econômica. Em 1991, Linh renunciou e Do Muoi foi nomeado secretário-geral do Partido, com Vo Van Kiet na chefia do governo.  As relações com a China normalizaram-se com a assinatura do acordo de paz sobre o Camboja. A nova Constituição (1992) criou condições para uma economia de mercado, mas não alterou o monopólio político do Partido Comunista, apesar de permitir candidatos independentes nas eleições. Em 1992, o general Lê Duc Anh assumiu a presidência da República, tendo como primeiro-ministro Vo Van Kiet. O governo adotou uma linha de liberalização da economia, com adoção de mecanismos de mercado, mas manteve a vida política sob férreo controle. Em 1994, 19 anos depois do fim de seu envolvimento militar direto na guerra, os Estados Unidos suspenderam o embargo econômico e comercial, imposto ao Vietnam do Norte em 1964 e mantido após a reunificação do país sob um regime comunista. O ponto final no episódio foi posto em julho de 1995, quando Washington restabeleceu laços diplomáticos plenos com o Vietnam. Em 1995, o Vietnã tornou-se membro da ASEAN e o governo comemorou 20 anos sobre a vitória comunista em Saigon. O país registou uma das maiores taxas de crescimento econômico do mundo (9,3% em 1995), assente na refinação do petróleo, na construção de automóveis e no turismo (o país é hoje um destino turístico apetecível, também para os americanos). Em 1997, houve renovação das instâncias dirigentes com novas eleições. Tran Duc Luong tornou-se Presidente da República, Phan Van Khai, primeiro-ministro, e o general Lê Kha Phieu, secretário-geral do Partido. Em 2001, Nog Duc Manh foi nomeado secretário-geral do Partido.